# Rivera (tỉnh)
Rivera Rivera là một tỉnh của Uruguay, giáp biên giới với bang Rio Grande do Sul của Brasil. Tỉnh này có diện tích
9.370 km², dân số là 104.921 người. Tỉnh lỵ đóng ở Rivera.

## Thông tin dân số
Theo điều tra dân số năm 2004, có 104.921 người và 32.391 hộ trong tỉnh này. Số người bình quân mỗi hộ là 3,2. Cứ mỗi 100 nữ giới, có 96,4 nam giới.
- Tỷ lệ tăng dân số: 0,610% (2004)
- Tỷ lệ sinh: 17,94 số người được sinh/1000 người (2004)
- Tỷ lệ tử vong: 8,45 số người chết/1000 người
- Tuổi bình quân: 29,6 (28.1 Nam giới, 30,9 Nữ giới)
- Tuổi thọ bình quân(2004):

- Tỷ lệ con/bà mẹ: 2,56 con/bà mẹ
- Thu nhập đầu người ở thành thị (các thành phố có 5.000 người hoặc hơn): 3.214,7 peso/tháng

### Các trung tâm đô thị chính
(Các thị xã hoặc các thành phố với 1000 dân đăng ký hoặc hơn - - số liệu từ cuộc điều tra dân số năm 2004, trừ phi nêu khác đi)
| Thành phố/Thị xã  | Dân số       |
| ----------------- | ------------ |
| La Pedrera        | 2.432 (1996) |
| Mandubí           | 3.607 (1996) |
| Minas de Corrales | 2.934        |
| Rivera            | 63.365       |
| Santa Teresa      | 1.793 (1996) |
| Tranqueras        | 5.842        |
| Vichadero         | 3.343 (1996) |